# Institutul „Pompilian” din București

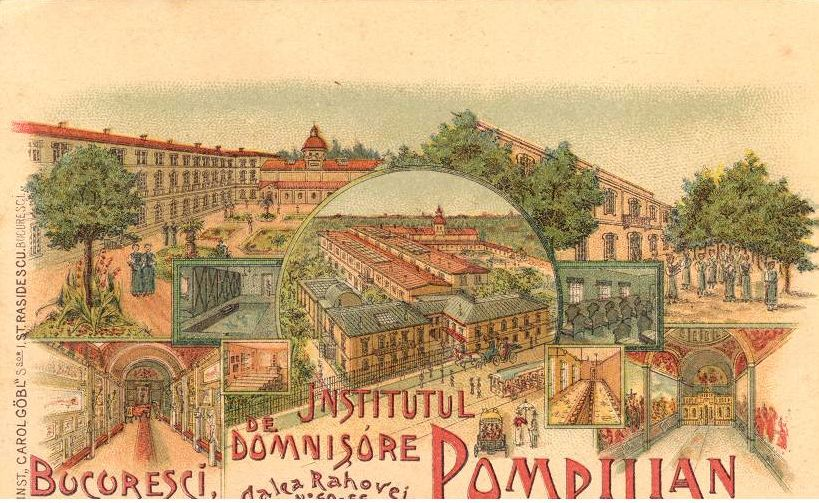
Institutul Pompilian - carte poștală

Institutul „Pompilian” a fost o școală de fete din București, fondată în anul 1896 de matematiciana Constanța Pompilian împreună cu tatăl ei, profesorul de desen Gheorghe Pompilian.
Clădirea s-a aflat pe Calea Rahovei, pe un teren pe care acesta îl deținea. Acolo, Gheorghe Pompilian a construit, pe cheltuiala sa, câteva clădiri spațioase, cuprinzând săli de curs, săli de repetiție, dormitoare, cantină și o capelă. În spatele clădirilor, a amenajat un  teren de sport.
Constanța Pompilian-Zossima, licențiată în matematică a Universității din București și a Universității Sorbona, datorită tatălui, a fost fondatoarea, proprietara și directoarea acestui pension. După spusele ei, aici, instituie un sistem pedagogic, bazat, pe „dragostea pentru copii, dar o dragoste pe care copilul să o simtă în truda profesorului pentru copii, nu în slăbiciunea profesorului față de greșelile copiilor și nu în cele din urmă claritatea în explicare, cât și în formulare”.Școala oferea  cursuri de pictură, cultură generală și muzică.
Institutul a fost naționalizat după 1948, iar clădirea sa a fost demolată în a doua jumătate a secolului al XX-lea.

## Personalități

### Profesori
- Constantin Grigoriu (1866-1914) - fondatorului primului ansamblu stabil de operetă din țara noastră, Compania Lirică Română
- Constanța Pompilian-Zossima (1870-1936) - matematiciană
- Alexandru Toma (1875-1954,) - scriitor, poet, jurnalist și traducător
- Vasile Voiculescu (1884-1963) - scriitor și medic
- Traian Lalescu (1882-1929) - academician și matematician, primul rector al Școlii Politehnice din Timișoara
- Jeanne Boureanul - mama scriitorului Radu Boureanu (1906-1997)

### Elevi
- Olga Greceanu (1890-1978) - scriitoare, pictoriță, figură reprezentativă a neobizantinismului românesc
- Florica Bagdasar (1901-1978) - medic, prima femeie ministru din România
- Ligia Minovici (1911-2004) - cofondatoare împreună cu soțul ei, Dumitru Minovici, a Muzeului de Artă Veche Apuseană
- Maria Banuș (1914-1999) - poetă, traducătoare și eseistă
- Irina Eliade (1920-1998) - traducătoare și prozatoare
- Nina Cassian (1924-2014) - poetă, eseistă și traducătoare